# Starec
Starec, spesso traslitterato in starets (dal russo стaрец, derivato da стaрый, staryj, anziano; femm. стaрицa, starica, pl. стaрцы, starcy) è un termine russo che si riferisce ai mistici cristiani ortodossi dotati di particolare carisma e seguito. Il termine non designa necessariamente monaci o religiosi, ma anche contadini o popolani che in seguito a rivelazioni o visioni hanno scelto la via dell'eremitaggio o dell'assistenza ai malati ed agli infermi, guadagnandosi la fama di compiere prodigi. 
Tali figure sorsero già all'inizio del monachesimo orientale in Palestina, Egitto e Grecia e arrivarono in Russia solo molto dopo. La loro caratteristica fondamentale risiedeva nel seguito che riscontravano nel popolo e nelle classi più agiate: venerati come santi, profeti di Dio o prescelti, erano chiamati per sanare contese, consigliare i dubbiosi e guarire i malati. Famoso starec, anche per l'influenza sinistra che esercitò sulla corte dei Romanov, fu Rasputin. Alcune persone facevano veri e propri voti di devozione, ubbidendo agli starcy ciecamente e incondizionatamente; esisteva d'altra parte una forma di paternità spirituale che era possibile stabilire con lo starec, chiamata starčestvo.
Ne parlano diffusamente Dostoevskij ne I fratelli Karamazov (ponendo l'accento soprattutto sul monaco Zosima), così come l'ignoto autore dei celebri Racconti di un pellegrino russo. Ecco la definizione di Dostoevskij:
(F. Dostoevskij)